# Kristianstad C4 Lions
I Kristianstad C4 Lions sono stati una squadra di football americano di Kristianstad, in Svezia; fondati nel 1986, hanno vinto 4 titoli nazionali. Hanno chiuso nel 2011.

## Palmarès
- 4 SM-final (1987, 1988, 1989, 1996)
- 1 Campionato svedese di secondo livello (2009)
- 3 Campionati Under-19 (1992, 1993, 1998)
- 4 Campionati Under-16 (1993, 1994, 1995, 1998)